# SN 185
SN 185 is de benaming voor de vermoedelijk allereerst beschreven supernova uit de geschiedenis. De supernova vond plaats op een afstand van ongeveer 9.100 lichtjaar verwijderd van de Aarde. Het was een witte dwerg met een geschatte −8 aan visuele magnitude. De supernova vond plaats in de sterrenbeelden Circinus en Centaurus over een periode van acht maanden in het jaar 185, en de gebeurtenis werd beschreven door astronomen in China. In het Boek van de Late Han wordt er aan gerefereerd.